# Новоолександрівка (Звягельський район)
Новоолекса́ндрівка — село в Україні, у Звягельському районі Житомирської області. Населення становить 61 осіб. Засноване в другій половині XIX ст. як колонія. Місце знахідок римських монет I—II ст.

## Географія
Територія, на якій розташоване село знаходиться в межах Поліської низовини. Село над річкою Уж. У водоймах водиться щука , окунь, карась. Середня висота над рівнем моря 219 м. Клімат помірно континентальний. За останні 10 років літо сухе, а зима м'яка.
Село межує на півночі з Киселівкою, на північному сході з Сорочнем, на південному сході з Зеленою Поляною та Мирне, на південному заході з Зеленою Дібровою, на заході з Ганнопіль.

## Історія
До 1946 року колонія Олександрівка.
У 1906 Олександрівка — німецька колонія Барашівської волості Житомирського повіту Волинської губернії Відстань від Житомира 69 верст, від Барашів 12 верст. Дворів 45, мешканців 268.
Під час загострення комуно-сталінскіх репресій проти українського народу в 30-і роки минулого століття органами НКВС безпідставно заарештовано і позбавлено волі на різні терміни 30 жителів колонії, з яких 22 чол. розстріляно. Нині всі постраждалі від тоталітарного режиму реабілітовані і їхні імена відомі.

### Список репресованих жителів села
Баєр Роман Юліусович, Башинський Йосип Францевич, Беркман Іван Іванович, Борман Ріхард Фрідріхович, Брем Вільгельм Емільович, Вільгельм Фердінанд Фрідріхович, Вітт Ганна Юліусовна, Вітт Гербарт Едуардович, Вітт Евальд Едуардович, Гертман Альберт Людвігович, Годлевський Олександр Іванович, Ельке Фердінанд Юліусович, Лаух Еріх Едуардович, Ленц Готліб Данилович, Мендкль Герберт Християнович, Мільке Іван Якович, Мільке Михайло Якович, Моге Еміль Густавович, Моге-Шруль Іда Фрідріховна, Нейман Емілія Християнівна, Нарчинський Натан Фердінандович, Нейман Густва Іванович, Нейман Емілія Іванівна, Нейман Теодор Християнович, Нерлінг Фердінанд Юліаанович, Ольшанський Петро Юліанович, Ольшанський Юліан Юліанович, Пауль Карл Карлович, Раковський Християн Християнович, Розін Юліус Густавович, Шмідт Роман Адольфович.